# Judéo-araméen babylonien

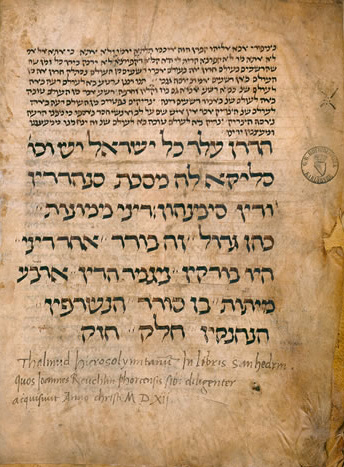
Page d'un manuscrit ancien du traité Sanhédrin, écrit pour une part en hébreu et pour une autre en araméen.

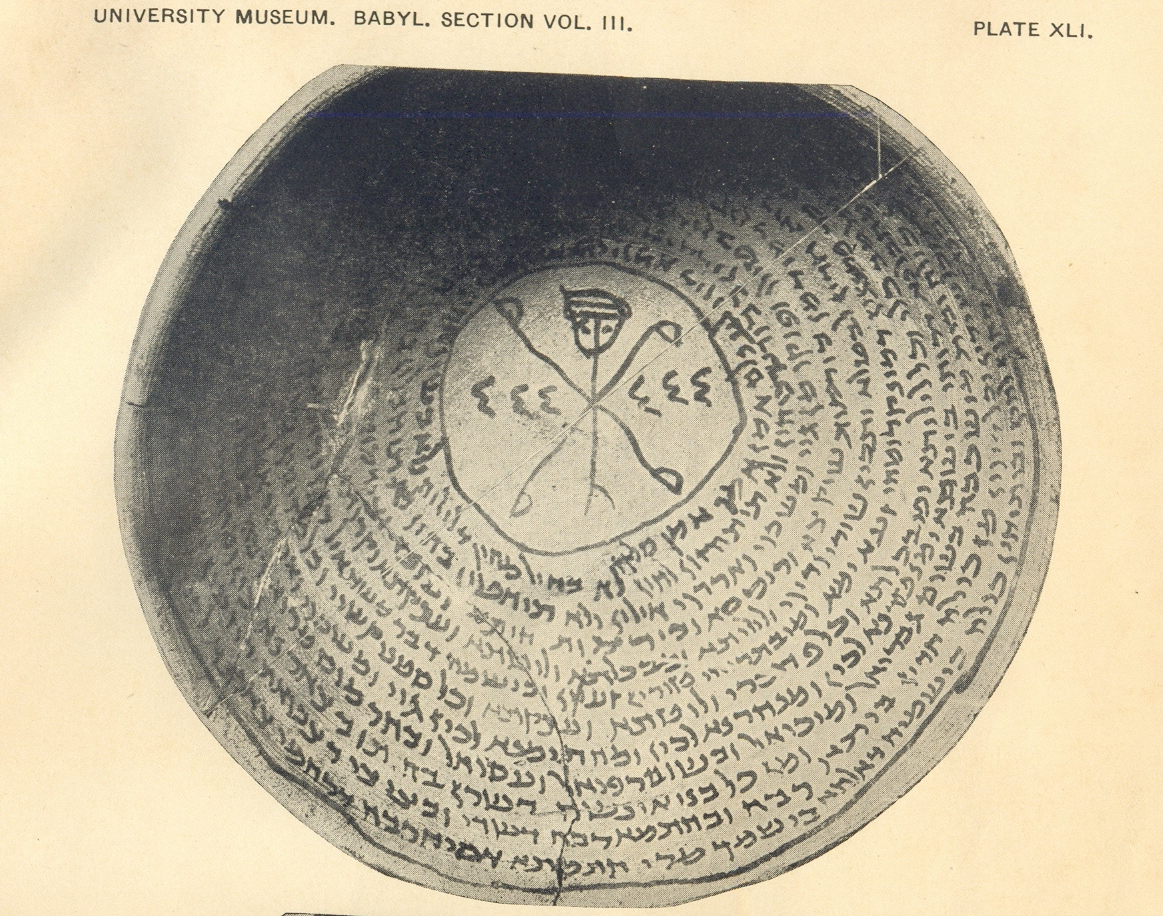
Bol d'incantation de Nippur recouvert d'inscriptions en judéo-araméen, rédigées en caractères hébraïques (Musée d'archéologie et d'anthropologie de l'université de Pennsylvanie).

Le judéo-araméen de Babylone est une forme de moyen-araméen employée par les auteurs juifs en Babylonie entre le IVe siècle et le XIe siècle, où il disparut au profit de l'arabe. Il est le plus souvent identifié comme le langage du Talmud de Babylone, rédigé au VIIe siècle, et de la littérature gaonique, qui sont les produits culturels les plus importants du judaïsme babylonien. Les sources épigraphiques les plus importantes pour ce dialecte sont les centaines d'amulettes araméennes écrites en caractères hébraïques.
Cette langue est étroitement apparentée à d'autres dialectes d'araméen oriental, comme le mandéen ou le syriaque oriental de l'Église assyrienne. C'est à l'aide de ces dialectes qu'on a reconstruit sa  prononciation originelle, ainsi qu'à l'aide de la tradition de lecture des Juifs du Yémen (les textes araméens vocalisés contenus dans le Tanakh et dans les livres de prière sont d'une utilité limitée, car ils proviennent d'un dialecte différent, de la branche occidentale de l'araméen).
L'araméen du Talmud se révèle par ses caractéristiques être une langue de spécialistes, conçue pour l'étude et l'argumentation légale, comme le français de Jersey, plutôt qu'une langue maternelle utilisée au quotidien. Il continua à être utilisé dans ce but, alors que l'arabe s'était déjà depuis longtemps imposé comme une langue quotidienne. Il comporte une série de termes techniques de logique, comme tiyouvta (réfutation conclusive) ou teykou (point de controverse ne pouvant être décidé) ; ces termes sont encore en usage dans des écrits légaux juifs, même lorsque ceux-ci sont rédigés dans d'autres idiomes, et ont influencé l'hébreu moderne.
Étant la langue du Talmud, le judéo-araméen babylonien est encore pratiqué par ceux qui l'étudient, au même titre que le latin lors des humanités. L'instruction est cependant rarement systématique, et les étudiants sont supposés l'apprendre par eux-mêmes, avec l'aide de quelques repères indiquant des similarités et différences avec l'hébreu. Les romans de Chaïm Potok (L'Élu et La Promesse) relatent d'ailleurs le mauvais accueil fait à des interprétations fondées sur la grammaire ou la philologie.

## Grammaire

### Catégories verbales
La grammaire en judéo-araméen babylonien conçoit la conjugaison du verbe selon diverses modalités telles l'indicatif, l'intensif, le causatif, le réflexif, exprimées par la forme du thème (linguistique). Elle classe les thèmes en six catégories verbales caractérisées par la présence ou l'absence d'un préfixe "modal" mais surtout par la forme de la structure vocalique du thème nommée binəyān בִּנְיָן. Chaque verbe peut théoriquement se conjuguer selon le modèle des six binəyānîm בִּנְיָנִים.
Les catégories "modales" sont en judéo-araméen babylonien dans des catégories morphologiques désignées par les termes pe‘al (פְּעַל) , Aph'el (אַפְעֵל), Pa'el (פַּעֵל), Itpe'el (אִתְפְּעֵל), Itaph'al (אִתַפְעַל) et Itpa'al (אִתְפַּעַל),.
| binəyān judéo-araméen babylonien | binəyān hébreu | exemple judéo-araméen babylonien | exemple hébreu | français           |
| פְּעַל Pe'al                        | קַל Pa'al       | כְּתַב                              | כָּתַב            | il a écrit         |
| אִתְפְּעֵל Itpe'el                    | נִפְעַל Nifal     | אִתְכְּתֵיב                           | נִכְּתַב           | il a été écrit     |
| אַפְעֵל Af'el                       | הִפְעִיל Hifil    | אַפְקֵד                             | הִפְקִיד          | il a déposé        |
| אִתַפְעַל Itaf'al                    | הָפְעַל Hofal     | אִתַפְקַד                            | הָפְקַד           | il a été déposé    |
| פַּעֵל Pa'el                        | פִּעֵל Pi'el      | קַדֵיש                             | קִדֵש            | il sanctifié       |
| אִתְפַּעַל Itpa'al                    | נִתְפַּעַל Nitpa'al | וְיִתְקַדַּשׁ                           | נִתְקַדַּשׁ          | il a été sanctifié |

#### binəyān  pe‘al ( בִּנְיָן פְּעַל)  verbe «simple» -Voix active
passé
| verbe active araméen (Conjugaison du verbe écrire) | verbe active hebreu | la romanisation du judéo-araméen de Babylone | romanisation de l'hébreu | traduction française |
| אֲנָא כְּתַבִית                                          | אֲנִי כָּתַבְתִּי           | ana q'tavit                                  | ani qatavti              | j'ai écrit           |
| אַתְּ כְּתַבְתְּ                                            | אַתָּה כָּתַבְתָּה           | at q'tavt                                    | ata qatavta              | tu as écrit          |
| אַתְּ כְּתַבְתְּ                                            | אַתְּ כָּתַבְתְּ             | at q'tavt                                    | at qatavt                | tu as écrit          |
| הוּא כְּתַב                                            | הוּא כָּתַב             | u q'tav                                      | u qatav                  | il a écrit           |
| הִיא כְּתַבָה                                           | הִיא כָּתְּבָה            | i q'tava                                     | i qatva                  | elle a écrit         |
| אֲנָן כְּתַבִינָן                                         | אָנוּ כָּתַבְנוּ           | anan q'tavinan                               | anu qatavnu              | nous avons écrit     |
| אַתּוּ כְּתַבִיתּוּ                                         | אַתֶּם כְּתַבְתֶּם           | atu q'tavitu                                 | atem qotvim              | vous avez écrit      |
| אינון כְּתַבוּ                                         | הם כָּתְּבוּ             | innun q'tavu                                 | em qatvu                 | ils ont écrit        |

| verbe active araméen (Conjugaison du verbe venir) | verbe active hebreu | la romanisation du judéo-araméen de Babylone | romanisation de l'hébreu | traduction française |
| אֲנָא אֲתֵיתִי אֲנָא אֲתַאי                                | אֲנִי בָּאתִי            | ana ateti/ana atai                           | ani bati                 | je suis venu         |
| אַתְּ אֲתֵית                                           | אַתָּה בָּאתָ             | at atet                                      | ata bata                 | tu es venu           |
| אַתְּ ?                                              | אַתְּ בָּאת              | at ?                                         | at bat                   | tu es venue          |
| הוּא אֲתָא                                           | הוּא בָּא              | u ata                                        | hu ba                    | il est venu          |
| הִיא אֲתָת הִיא אֲתַאי הִיא אתיא                         | הִיא בָּאָה             | i atat/atai/atjia                            | hi ba'a                  | elle est venue       |
| אֲנָן אֲתַאן אֲנָן אֲתַן אֲנָן אֲתֵינַן                        | אָנוּ בָּאנוּ            | anan atan/atenan                             | anu banu                 | nous sommes venus    |
| אַתּוּ אֲתֵיתוּ                                         | אַתֶּם בָּאתֶם            | atu atetu                                    | atem batem               | vous êtes venus      |
| אינון אֲתוּ                                         | הם בָּאוּ              | innun atu                                    | em ba'u                  | ils sont venus       |
| אינין אֲתַיָין אינין אֲתַאָן יאינין אתן                 | הן בָּאוּ              | innin attajan                                | en ba'u                  | elles sont venues    |

Participes
Le verbe araméen a deux participes: un participe actif avec le suffixe   et un participe passif avec le suffixe :
le participe actif avec le suffixe
| Participe actif araméen avec le suffixe | Participe actif hebreu | la romanisation du judéo-araméen de Babylone | romanisation de l'hébreu | traduction française |
| כָּתֵיב + אֲנָא ← כָּתֵיבְנָא                     | אֲנִי כּוֹתֵב               | qatevna←qatev+ana                            | ani qotev                | j'écris              |
| כָּתֵיב + אַתְּ ← כָּתְבַתְּ                        | אַתָּה כּוֹתֵב               | qatvat← qatev+ata                            | ata qotev                | tu écris             |
| כָּתְבִי + אֲנָן ← כָּתְבִינָן                     | אָנוּ כּוֹתְבִים             | qatvinan←qatvi+anan                          | anu qotvim               | nous écrivons        |
| כָּתְבִי + אַתּוּ ← כָּתְבִיתּוּ                     | אַתֶּם כּוֹתְבִים             | qatvitu← qatvi+atu                           | atem qotvim              | vous écrivez         |

le participe passif avec le suffixe
| Participe passif araméen avec le suffixe | Participe passif hebreu | la romanisation du judéo-araméen de Babylone | romanisation de l'hébreu | traduction française |
| עֲסִיק + אֲנָא ← עֲסִיקְנָא                      | אֲנִי עָסוּק                | assiqna←assiq+ana                            | ani assuq                | je suis occupé       |
| עֲסִיק + אַתְּ ← עֲסִיקַתְּ                        | אַתָּה עָסוּק                | assiqat← assiq+ata                           | ata assuq                | tu es occupé         |
| עֲסִיקִי + אֲנַן ← עֲסִיקִינַן                    | אָנוּ עֲסוּקִים              | assiqinan←assiqi+anan                        | anu assuqim              | nous sommes occupés  |
| עֲסִיקִי + אַתּוּ ← עֲסִיקִיתּוּ                    | אַתֶּם עֲסוּקִים              | assiqitu← assiqi+atu                         | atem assuqim             | vous êtes occupé     |

Infinitif  /Gérondif
| Infinitif /Gérondif araméen (Conjugaison du verbe venir) | Infinitif /Gérondif hebreu | la romanisation du judéo-araméen de Babylone | romanisation de l'hébreu | traduction française |
| (לְ)מֵיתֵי / לְמֵיתָא                                          | (לָ)בוֹא                     | Lemeta/meteji                                | la'vo                    | venir / en venant    |

futur
| verbe active araméen (Conjugaison du verbe écrire) | verbe active hebreu | la romanisation du judéo-araméen de Babylone | romanisation de l'hébreu | traduction française |
| אֲנָא אֶיכְתּוֹב                                         | אֲנִי אֶכְתּוֹב           | ana aehtov                                   | ani aehtov               | j'écrirai            |
| אַתְּ תִּיכְתּוֹב                                          | אַתָּה תִּכְתּוֹב           | at tihtov                                    | ata tihtov               | tu (m.) écriras      |
| אַתְּ תִּיכְתְּבִין                                         | אַתְּ תִּיכְתְּבִי           | at tihtevin                                  | at tihtevi               | tu (f.) écriras      |
| הוּא לִיכְתּוֹב                                         | הוּא יִכְתּוֹב           | u lihtov                                     | u jihtov                 | il écrira            |
| הִיא תִּיכְתּוֹב                                         | הִיא תִּכְתּוֹב           | i tihtov                                     | i tihtov                 | elle écrira          |
| אֲנָן לִיכְתּוֹב                                         | אָנוּ נִכְתּוֹב           | anan lihtov                                  | anu nihtov               | nous écrirons        |
| אַתּוּ תִּיכְתְּבוּן                                        | אַתֶּם תִּיכְתְּבוּ          | atu tihtevu                                  | atem tihtevun            | vous écrirez         |
| אינון לִיכְתְּבוּן                                      | הם יכְתְּבוּ            | innun laphqedu                               | em japhqidu              | ils écriront         |

#### binəyān  Itpe'el (בִּנְיָן אִתְפְּעֵל)  verbe «simple» -Voix passive
Le   binəyān  Itpe'el (בִּנְיָן אִתְפְּעֵל) est passive.
passé
| verbe passive araméen (Conjugaison du verbe écrire à la voix passive) | verbe active hebreu | la romanisation du judéo-araméen de Babylone | romanisation de l'hébreu | traduction française  |
| אֲנָא אִי(תְ)כְּתֵיבִית                                                       | אֲנִי נִכְתַבְתִּי          | ana itq'tevit                                | ani nihtavti             | j'ai été écrit        |
| אַתְּ אִי(תְ)כְּתַבְתְּ                                                          | אַתָּה נִכְתַבְתָּה          | at itq'tavt                                  | ata nihtavta             | tu as été écrit       |
| אַתְּ אִי(תְ)כְּתַבְתְּ                                                          | אַתְּ נִכְתַבְתְּ            | at itq'tavt                                  | at nihtavt               | tu as été écrit       |
| הוּא אִי(תְ)כְּתֵיב                                                         | הוּא נִכְתַבְ            | u itq'tev                                    | u nihtav                 | il a été écrit        |
| הִיא אִי(תְ)כַּתְבָה                                                         | הִיא נִכְתְּבָה           | i itqatva                                    | i nihteva                | elle a été écrite     |
| אֲנָן אִי(תְ)כַּתְבִינָן                                                       | אָנוּ נִכְתַבְנוּ          | anan itqatvinan                              | anu nihtavnu             | nous avons été écrits |
| אַתּוּ אִי(תְ)כַּתְבִיתּוּ                                                       | אַתֶּם נִכְתַבְתֶּם          | atu itqatvitu                                | atem nihtavtem           | vous avez été écrits  |
| אינון אִי(תְ)כַּתְבוּ                                                       | הם נִכְתְּבוּ            | innun itqatvu                                | em nihtevu               | ils ont été écrits    |

futur
| verbe passive araméen (Conjugaison du verbe écrire à la voix passive) | verbe active hebreu | la romanisation du judéo-araméen de Babylone | romanisation de l'hébreu | traduction française |
| אֲנָא אֶ(תְ)כְּתֵיב                                                          | אֲנִי אֶכָּתֵיב           | ana aeqqtev                                  | ani aeqqatev             | je serai écrit       |
| אַתְּ תִ(תְ)כְּתֵיב                                                           | אַתָּה תִכָּתֵיב           | at tiqqtev                                   | ata tiqqatev             | tu seras écrit       |
| אַתְּ תִ(תְ)כְּתֵיבִין                                                         | אַתְּ תִכָּתֵיבִי           | at tiqqatevin                                | at tiqqatevi             | tu seras écrite      |
| הוּא לִ(תְ)כְּתֵיב                                                          | הוּא יִכָּתֵיב           | u liqqtev                                    | u iqqatev                | il sera écrit        |
| הִיא תִ(תְ)כְּתֵיב                                                          | הִיא תִכָּתֵיב           | i tiqqtev                                    | i tiqqatev               | ielle sera écrite    |
| אֲנָן לִ(תְ)כְּתֵיב                                                          | אָנוּ נִכָּתֵיב           | anan liqqtev                                 | anu niqqatev             | nous serons écrits   |
| אַתּוּ תִ(תְ)כַּתְבוּ                                                          | אַתֶּם תִכָּתְבוּ           | atu tiqqat'vu                                | atem tiqqatvu            | vous serez écrits    |
| אינון לִ(תְ)קַכְּתֵיבוּן                                                     | הם יִכָּתבוּ            | innun liqqtevun                              | em iqqatvu               | ils seront écrits    |
| אינין לִ(תְ)כַּתְבָן                                                        | הן תִכָּתֵבְנָה           | innin liqqt'van                              | en tiqqatevna            | elles seront écrites |

|}

#### binəyān   pa‘el (בִּנְיָן פַּעֵל )Fréquentatif-Voix active
Le  binəyān   pa‘el (בִּנְיָן פַּעֵל ) est active et fréquentatif. Le fréquentatif est un aspect lexical ou aktionsart des verbes. C'est un phénomène qui consiste en la dérivation d'un verbe « simple » : le nouveau verbe prend dès lors le sens du verbe simple ajouté d'une notion de fréquence, de répétition.
passé
| verbe fréquentatif+active araméen | verbe fréquentatif+active hebreu | la romanisation du judéo-araméen de Babylone | romanisation de l'hébreu | traduction française |
| אֲנָא קַדֵּישִית                        | אֲנִי קִדַּשְתִּי                        | ana qadeshit                                 | ani qiddashti            | j'ai sanctifié       |
| אַתְּ קַדֵּישְתְּ                          | אַתָּה קִדַּשְתָּ                         | at qadesht                                   | ata qiddashta            | tu as sanctifié      |
| אַתְּ קַדֵּישְתְּ                          | אַתְּ קִדַּשְתְּ                          | at qadesht                                   | at qiddasht              | tu as sanctifié      |
| הוּא קַדֵּיש                          | הוּא קִדֵּש                          | u qaddesh                                    | u qiddesh                | il a sanctifié       |
| הִיא קַדִּישָה                         | הִיא קִדְּשָה                         | i qaddisha                                   | i qiddsha                | elle a sanctifié     |
| אֲנָן קַדֵּישְנָן                        | אָנוּ קִדַּשְנוּ                        | anan qaddeshnan                              | anu qiddashnu            | nous avons sanctifié |
| אַתּוּ קַדֵּישְתּוּ                        | אַתֶּם קִדַּשְתֶּם                        | atu qaddeshtu                                | atem qiddashtem          | vous avez sanctifié  |
| אינון קַדִּישוּ                       | הם קִדְּשוּ                          | innun qaddishu                               | em qiddshu               | ils ont sanctifié    |

futur
| verbe fréquentatif+active araméen | verbe fréquentatif+active hebreu | la romanisation du judéo-araméen de Babylone | romanisation de l'hébreu | traduction française |
| אֲנָא אֲקַדֵּיש                         | אֲנִי אֲקַדֵּש                         | ana aqadesh                                  | ani aqadesh              | je sanctifierai      |
| אַתְּ תְקַדֵּיש                          | אַתָּה תְקַדֵּש                         | at teqadesh                                  | ata teqadesh             | tu sanctifieras      |
| אַתְּ תְקַדְּשִי                          | אַתְּ תְקַדְּשִי                         | at teqadeshi                                 | at teqadeshi             | tu sanctifieras      |
| הוּא יְקַדֵּיש                         | הוּא יְקַדֵּש                         | u jeqadesh                                   | u jeqadesh               | il sanctifiera       |
| הִיא תְקַדֵּיש                         | הִיא תְקַדֵּש                         | i teqadesh                                   | i teqadesh               | elle sanctifiera     |
| אֲנָן לְקַדֵּיש                         | אָנוּ נְקַדֵּש                         | anan leqadesh                                | anu neqadesh             | nous sanctifierons   |
| אַתּוּ תְקַדְּשוּ                         | אַתֶּם תְקַדְּשוּ                        | atu teqadshu                                 | atem teqadshu            | vous sanctifierez    |
| אינון לְקַדְּשוּ                       | הם יְקַדְּשוּ                         | innun leqadshu                               | em jeqadeshu             | ils sanctifieront    |
| אינין לְקַדְּשָן                       | הן תְקַדֵּשְנָה                        | innin leqadshan                              | en teqadeshna            | elles sanctifieront  |

#### binəyān  Itpa'al (בִּנְיָן אִתְפַּעַל)Fréquentatif-Voix passive
Le  binəyān  Itpa'al (בִּנְיָן אִתְפַּעַל) est passive et fréquentatif. Le fréquentatif est un aspect lexical ou aktionsart des verbes. C'est un phénomène qui consiste en la dérivation d'un verbe « simple » : le nouveau verbe prend dès lors le sens du verbe simple ajouté d'une notion de fréquence, de répétition.
| verbe fréquentatif+passive araméen | verbe fréquentatif+passive hebreu | la romanisation du judéo-araméen de Babylone | romanisation de l'hébreu | traduction française      |
| אֲנָא יִ(תְ)קַדַּשִׁית                      | אֲנִי נִתְקַדַּשְׁתִּי                       | ana jiqqadashit                              | ani nitqadashti          | j'ai été sanctifié        |
| אַתְּ יִ(תְ)קַדַּשְׁתְּ                        | אַתָּה נִתְקַדַּשָׁה                        | at jiqqadasht                                | ata nitqqadasha          | tu as été sanctifié       |
| אַתְּ יִ(תְ)קַדַּשְׁתְּ                        | אַתְּ נִתְקַדַּשְׁתְּ                         | at jiqqadasht                                | at nitqadasht            | tu as été sanctifiée      |
| הוּא יִ(תְ)קַדַּשׁ                        | הוּא נִתְקַדַּשׁ                         | u jiqqadash                                  | u nitqadash              | il a été sanctifié        |
| הִיא יִ(תְ)קַדַּשָׁה                       | הִיא נִתְקַדַּשָׁה                        | i jiqqadasha                                 | i nitqadasha             | elle a été sanctifiée     |
| אֲנָן יִ(תְ)קַדַּשִׁינָן                     | אָנוּ נִתְקַדַּשׁנוּ                       | anu jiqqadashinan                            | anu nitqadashnu          | nous avons été sanctifiés |
| אַתּוּ יִ(תְ)קַדַּשִׁיתּוּ                     | אַתֶּם נִתְקַדַּשְׁתֶּם                       | atu jiqqadashitu                             | atem nitqadashtem        | vous avez été sanctifiés  |
| אִינון יִ(תְ)קַדַּשׁוּ                     | הם נִתְקַדַּשׁוּ                         | innun jiqqadashitu                           | em nitqadashu            | ils ont été sanctifiés    |

| verbe fréquentatif+passive araméen | verbe fréquentatif+passive hebreu | la romanisation du judéo-araméen de Babylone | romanisation de l'hébreu | traduction française     |
| אֲנָא אֶ(תְ)קַדֵּשׁ                        | אֲנִי אֶתְקַדַּשׁ                         | ana aeqqadash                                | ani aetqadesh            | Je serai sanctifié       |
| אַתְּ תִ(תְ)קַדַּשׁ                         | אַתָּה תִתְקַדֵּשׁ                         | at tiqqadash                                 | ata titqadesh            | tu seras sanctifié       |
| אַתְּ תִ(תְ)קַדְּשִׁין                       | אַתְּ תִתְקַדְּשִׁי                         | at tiqqadshin                                | at titqadshi             | tu seras sanctifiée      |
| הוּא לִ(תְ)קַדַּשׁ                        | הוּא יִתְקַדֵּשׁ                         | u liqqadash                                  | u itqadesh               | il sera sanctifié        |
| הִיא תִ(תְ)קַדַּשׁ                        | הִיא תִתְקַדֵּשׁ                         | i tiqqadash                                  | i titqadesh              | elle sera sanctifiée     |
| אֲנָן לִ(תְ)קַדַּשׁ                        | אָנוּ נִתְקַדֵּשׁ                         | anan liqqadash                               | anu nitqadesh            | nous serons sanctifiés   |
| אַתּוּ תִ(תְ)קַדְּשׁוּ                       | אַתֶּם תִתְקַדְּשׁוּ                        | atu tiqqadshu                                | atem titqadshu           | vous sera sanctifié      |
| אינון לִ(תְ)קַדְּשוּן                    | הם יִתְקַדְּשׁוּ                         | innun liqqadshun                             | em itqadshu              | ils seront sanctifiés    |
| אינין לִ(תְ)קַדְּשָׁן                     | הן תִתְקַדֵּשְׁנָה                        | innin liqqadshan                             | en titqadeshna           | elles seront sanctifiées |

#### binəyān   aph‘el ( בִּנְיָן אַפְעֵל)Causatif-Voix active
Le   binəyān   aph‘el ( בִּנְיָן אַפְעֵל) est causatif et active .Le causatif décrit le fait de faire en sorte qu'une action ait lieu : par ex. dans les langues sémitiques par des formes conjuguées.
passé
| verbe causatif+active araméen | verbe causatif+active hebreu | la romanisation du judéo-araméen de Babylone | romanisation de l'hébreu | traduction française |
| אֲנָא אַפְקֵידִית                   | אֲנִי הִפְקַדְתִּי                   | ana aphqedit                                 | ani iphqadeti            | J' ai déposé         |
| אַתְּ אַפְקֵידְתְּ                     | אַתָּה הִפְקַדְתָּ                    | at aphqedt                                   | ata iphqadetta           | tu (m.s.) as déposé  |
| אַתְּ אַפְקֵידְתְּ                     | אַתְּ הִפְקַדְתְּ                     | at aphqedt                                   | at iphqadett             | tu (f.s.) as déposé  |
| הוּא אַפְקֵיד                     | הוּא הִפְקִיד                    | u aphqed                                     | u iphqid                 | lui a déposé         |
| הִיא אַפְקִידָה                    | הִיא הִפְקִידָה                   | i aphqida                                    | i iphqida                | elle a déposé        |
| אֲנָן אַפְקְדִינָן                   | אָנוּ הִפְקַדְנוּ                   | anan aphqedinan                              | anu iphqadnu             | nous avons déposé    |
| אַתּוּ אַפְקְדִיתּוּ                   | אַתֶּם הִפְקַדְתֶּם                   | atu aphqeditu                                | atem iphqadtem           | vous avez déposé     |
| אינון אַפְקִידוּ                  | הם הִפְקִידוּ                    | innun aphqidu                                | em iphqidu               | ils ont déposé       |

| verbe causatif+active araméen | verbe causatif+active hebreu | la romanisation du judéo-araméen de Babylone | romanisation de l'hébreu | traduction française |
| אֲנָא אַיְיתֵית                    | אֲנִי הֵבֵאתִי                    | ana ajtet                                    | ani heveti               | j'ai apporté         |
| אַתְּ אַיְיתֵיית                    | אַתָּה הֵבֵאתָ                     | at ajtet                                     | ata heveta               | tu (m.s.) as apporté |
| הוּא אַיְיתִי                     | הוּא הֵבִיא                     | u ajti                                       | u hevi                   | il a apporté         |
| הִיא אַיְיתָא הִיא אַתָיְא הִיא אַתָאי   | הִיא הֵבִיאָה                    | i ajta                                       | i hevija                 | elle a apporté       |
| אֲנָן אַיְיתֵינָא                   | אָנוּ הֵבֵאנוּ                    | anan ajtena                                  | anu hevenu               | nous avons apporté   |
| אינון אַיְיתוּ                   | הם הֵבִיאוּ                     | innun ajtu                                   | em hevi'u                | ils ont apporté      |

Participe
| Participe actif araméen avec le suffixe | Participe actif hebreu | la romanisation du judéo-araméen de Babylone | romanisation de l'hébreu | traduction française |
| מַיְיתֵי / מַתְיָא + אֲנָא ← מַיְיתֵינָא            | אֲנִי מֵבִיא               | maitena ←maite+ana                           | ani mevi                 | J'apporte            |
| מַיְיתֵי / מַתְיָא + אַתְּ ← מַיְיתֵיתְּ              | אַתָּה מֵבִיא               | maitet← maite+at                             | ata mevi                 | tu apportes          |
| מַיְיתוּ / מַיְתָן + אֲנָן ← מַיְיתִינָן            | אָנוּ מֵבִיאִים             | maitinan←atu+maitu                           | anu mev'iim              | nous apportons       |

futur
| verbe causatif+active araméen | verbe causatif+active hebreu | la romanisation du judéo-araméen de Babylone | romanisation de l'hébreu | traduction française |
| אֲנָא אַפְקֵד                      | אֲנִי אַפְקִיד                    | ana aphqed                                   | ani aphqid               | je déposerai         |
| אַתְּ תַפְקֵד                       | אַתָּה תַפְקִיד                    | at taphqed                                   | ata taphqid              | tu déposeras         |
| אַתְּ תַפְקְדִי                      | אַתְּ תַפְקִידִי                    | at taphqedi                                  | at taphqidi              | tu déposeras         |
| הוּא לַפְקֵד                      | הוּא יַפְקִיד                    | u laphqed                                    | u japhqid                | il déposera          |
| הִיא תַפְקֵד                      | הִיא תַפְקִיד                    | i taphqed                                    | i taphqid                | elle déposera        |
| אֲנָן לַפְקֵד                      | אָנוּ נַפְקִיד                    | anan laphqed                                 | anu naphqid              | nous déposerons      |
| אַתּוּ תַפְקְדוּ                     | אַתֶּם תַפְקִידוּ                   | atu taphqedu                                 | atem taphqidu            | vous déposerez       |
| אינון לַפְקְדוּ                   | הם יַפְקִידוּ                    | innun laphqedu                               | em japhqidu              | ils déposeront       |

| verbe causatif+active araméen | verbe causatif+active hebreu | la romanisation du judéo-araméen de Babylone | romanisation de l'hébreu | traduction française |
| אֲנָא אַיְיתֵי                     | אֲנִי אָבִיא                     | ana ajite                                    | ani avi                  | j'apporterai         |
| אַתְּ תַיְיתֵי                      | אַתָּה תָּבִיא                     | at tajite                                    | ata tavi                 | tu apporteras        |
| אַתְּ ?                          | אַתְּ תָּבִיאי                     | at ?                                         | at taviji                | tu apporteras        |
| הוּא לַיְיתֵי                     | הוּא יָבִיא                     | u lajite                                     | u javi                   | il apportera         |
| הִיא תַיְיתֵי                     | הִיא תָּבִיא                     | i tajite                                     | i tavi                   | elle apportera       |
| אֲנָן לַיְיתֵי                     | אָנוּ נָבִיא                     | anan lajite                                  | anu navi                 | nous apporterons     |
| אַתּוּ תַיְתוּ                      | אַתֶּם תָּבִיאוּ                    | atu tajitu                                   | atem taviju              | vous apporterez      |
| אינון לַיְתוּ                    | הם יָבִיאוּ                     | innun lajitu                                 | em javiju                | ils apporteront      |

#### binəyān  itaphal (בִּנְיָן אִתַפְעַל)Causatif-Voix passive
Le  binəyān  itaphal (בִּנְיָן אִתַפְעַל) est passive et causatif. Le causatif décrit le fait de faire en sorte qu'une action ait lieu : par ex. dans les langues sémitiques par des formes conjuguées.
| verbe causatif+passive araméen | verbe causatif+passive hebreu | la romanisation du judéo-araméen de Babylone | romanisation de l'hébreu | traduction française |
| הוּא אִיתּוֹתַב                     | הוּא הוּשַׁב                      | u ittotav                                    | u ushav                  | il a été réfuté      |
| אינון אִיתּוֹתְבוּ                  | הם הוּשְׁבוּ                      | innun ittotvu                                | em ushvu                 | ils ont été réfutées |

### Verbes
| verbe araméen | verbe hébreu parallèle | traduction française |
| בע'           | רָצָה                    | demander             |
| חז'           | רָאָה                    | voir                 |
| עבד           | עָשָׂה                    | faire                |
| פלג           | חלק                    | diviser              |
| צרך           | צריך                   | avoir besoin         |
| את'           | בָּא                     | venir                |
| תנ'           | שנה                    | enseigner, répéter   |
| תוב           | שוב                    | retourner            |
| נפק           | יָצָא                    | sortir               |
| נחת           | יָרַד                    | descendre            |
| סלק           | עָלָה                    | monter               |
| ילף           | למד                    | enseigner            |
| יתב           | יָשַׁב                    | s'asseoir            |
| זבן           | מָכַר                    | vendre               |
| הדר           | חָזַר                    | retourner            |
| סלק           | הוֹרִיד, הֵסִיר            | retirer              |
| גלי           | גֵּרֵשׁ                    | révéler              |
| אסי           | רִפֵּא                    | guérir               |
| הוי           | דָּן                     | discuter             |
| קום / קָאֵם     | הִתְקַיֵּם/עומד             | se lever             |
| עלל           | יָשַׁב                    | s'asseoir            |